# سوپرنچرال (فصل ۵)
سوپرنچرال فصل ۵ یک سریال تلویزیونی امریکایی است که ۱۰ سپتامبر ۲۰۰۹ به آنتن رفت

## بازیگران

### بازیگران اصلی
- جرد پادالکی در نقش سم وینچستر (۲۲ قسمت)
- جنسن اکلس در نقش دین وینچستر (۲۲ قسمت)
- میشا کالینز در نقش کستیل (۱۴ قسمت)

## قسمت‌ها
آن‌چه در زیر می‌خوانید، نگاهی گذرا به مهم‌ترین حوادث رخ داده شده در قسمت‌های سریال است. بدیهی است بسیاری از جزئیات و اتفاقات ریز و جذابیت‌های هنری و صحنه‌های هیجان انگیز فیلم در مقاله زیر آورده نشده‌اند.
| شماره قسمت در سریال | شماره قسمت در فصل | عنوان (نام)                      | کارگردان       | نویسنده                                                               | تاریخ پخش اصلی  | کد تولید | میانگین بیننده در آمریکا (میلیون) |
| --- | ----------------- | -------------------------------- | -------------- | --------------------------------------------------------------------- | --------------- | -------- | --------------------------------- |
| ۸۳ | ۱                 | «همدردی برای شیطان»              | رابرت سینگر    | اریک کریپک                                                            | ۱۰ سپتامبر ۲۰۰۹ | 3X5201   | ۳٫۴۰                              |
| بعداز کشتن لیلیث، قفس لوسیفر باز می شود. دروازه جهنم کاملاً باز می‌شود سم و دین با نیرویی ناشناخته نجات می‌یابند و به هواپیمایی منتقل می‌شوند و با وحشت به شروع آخرالزمان می‌نگرند. با رویارویی با پیامبر، چاک، معلوم می‌شود کستیل توسط فرشته مقرب تکه‌تکه شده. در این بین، بابی تسخیر شده و مگ به آنها حمله می‌کنند. برادرها می‌فهمند یک سلاح قوی هست که می‌تواند شیطان را بکشد: شمشیر میکائیل. در راه یافتنش، زکریا فاش می‌کند دین شمشیر میکائیل است و پوسته فرشته مقرب، میکائیل است. اما دین از اینکه ذهن و بدنش را در اختیار فرشته قرار دهد امتناع می‌کند. حتی زکریا تهدید می‌کند سم و بابی را می‌کشد. وقتی شروع به شکنجه سم و دین می‌کند، کستیل به طور عجیبی زنده می‌شود و او را دور می‌کند. در این حین، لوسیفر در حال قانع کردن پوسته اصلیش (مردی که تمام خانوده اش توسط قاتلی سلاخی شده‌اند) است تا اجازه دهد تسخیرش کند تا بتواند با خدا روبرو شود و عدالت را محقق کند. |                   |                                  |                |                                                                       |                 |          |                                   |
| ۸۴ | ۲                 | «خدای خوب»                       | فیل ریکیا      | سرا گمبل                                                              | ۱۷ سپتامبر ۲۰۰۹ | 3X5202   | ۲٫۸۰                              |
| بابی هنوز در بیمارستان است و کاملاً از اینکه باید روی صندلی چرخدار بشیند ناراحت است. وقتی کستیل می‌رسد، بابی می‌خواهد تا شفایش دهد ولی کستیل می‌گوید از بهشت جدا شده. به دین می‌گوید می‌خواهد خدا را بیابد. چون تنها خدا می‌تواند لوسیفر را شکست دهد. پس گردن بند دین را قرض می‌گیرد چون هر وقت بدرخشد محضر خدا را نشان می‌دهد. ناگهان بابی از دوست شکارچی اش روفوس، تماسی دریافت می‌کند که در کلورادو است و شهر پر از شیطان شده. سم و دین به شهر می‌روند و نمی‌توانند روفوس را بیابند؛ ولی بجایش الن هارول را می‌بینند. او و جو با هم شکار می‌کنند و جو هم مثل روفوس ناپدید شده. وقتی جو و روفوس را می‌یابند، ظاهراً توسط شیاطین تسخیر شده‌اند. اما به‌طور عجیبی آنها هم فکر می‌کنند سم و دین و بقیه تسخیر شده‌اند. در حقیقت، هیچ شیطانی وجود ندارد و این توهمات توسط "جنگ" (یکی از چهار سوارکار آخرالزمان) ایجاد شده. سم و دین او را شکار کرده و انگشت دارای حلقه اش را می‌برند. چون این حلقه باعث کنترل توهمات است. در آخر، سم از دین می‌خواهد از هم جدا شوند و اینکار را می‌کنند. |                   |                                  |                |                                                                       |                 |          |                                   |
| ۸۵ | ۳                 | «آزادی برای تو و من»             | جی. میلر توبین | جرمی کارور                                                            | ۲۴ سپتامبر ۲۰۰۹ | 3X5203   | ۲٫۶۶                              |
| سم دیگر به خودش اعتماد ندارد، پس شکار را کنار گذاشته و سراغ زندگی معمولی می‌رود. شب، دوست دختر مرده اش، جسیکا، ظاهر می‌شود و می‌گوید مردم علی‌رغم تلاش هایشان نمی‌توانند چیزی را عوض کنند. دین به قصد توقف آخرالزمان، با کستیل بدنبال فرشته مقرب، رافائل می‌گردد. چون کستیل فکر می‌کند او مکان خدا را می‌داند. آنها پوسته رافائل را می‌یابند ولی چیزی دستگیرشان نمی‌شود. هم چنین رافائل ادعا می‌کند خدا مرده است. سم دوباره نیمه شب لوسیفر را که خود را به شکل جسیکا درآورده است می بیند. او می‌گوید پوسته اصلیش، بدن سم است و نهایتاً بدون هر دروغ یا نیرنگی، سم خواهد پذیرفت که پوسته باشد. |                   |                                  |                |                                                                       |                 |          |                                   |
| ۸۶ | ۴                 | «پایان»                          | استیو بویام    | بن ادلاند                                                             | ۱ اکتبر ۲۰۰۹    | 3X5204   | ۲٫۶۲                              |
| سم شبانه به دین زنگ می‌زند و می‌گوید می‌خواهد در نبرد آخرالزمان به دین بپیوندد. بعداً دین در ۵ سال آینده در شهری متروک بیدار می‌شود و توسط مردم مبتلا به بیماری شیطانی (ویروس کروتون) به او حمله می‌شود. بعد از فرار، زکریا ظاهر می‌شود و می‌گوید این دنیا نتیجه نه گفتن به میکائیل (بعنوان پوسته) است. سپس گروهی از افراد زنده مانده به رهبری خودش (در آینده) را پیدا می‌کند. وقتی دزدکی وارد کمپ می‌شود، توسط خودش (در آینده) دستگیر می‌شود و معلوم می‌شود این ویروس نقشه پایانی لوسیفر برای نابودی بشریت است. ظاهراً سم نتوانسته جان سالم بدر ببرد؛ ولی بعداً علوم می‌شود سم نمرده، بلکه به لوسیفر بله گفته. بعد از بدست آوردن کلت از شیاطین، دین آینده برنامه کشتن لوسیفر و پایان دادن به آخرالزمان را می‌چیند. با رفتن به تله، دین آینده توسط لوسیفر کشته می‌شود. لوسیفر فاش می‌کند دین هر تصمیمی بگیرد در نهایت در این موقعیت قرار می‌گیرد. زکریا ظاهر می‌شود و دین را به سال ۲۰۰۹ برمیگرداند. وقتی دین حتی با دین نتیجه تصمیمش هم نمی‌پذیرد چوسته میکائیل شود، زکریا می‌خواهد به زور او را وادار کند. اما کستیل او را نجات می‌دهد. نهایتاً سم و دین دوباره به هم می‌پیوندند. |                   |                                  |                |                                                                       |                 |          |                                   |
| ۸۷ | ۵                 | «بت‌های سقوط کرده»                | جیمز لی. کانوی | جولی سیج                                                              | ۸ اکتبر ۲۰۰۹    | 3X5205   | ۲٫۴۷                              |
| سم و دین در اوهایو سراغ یک سری قتل‌های عجیب می‌روند. یک مرد که ماشین جیمز دین را یافته ولی در تصادف سنگین با ماشین می‌میرد. مردی دیگر توسط شخصی شبیه آبراهام لینکلن کشته می‌شود. پسرها فکر می‌کنند اینها کار یک روح معروف است و به موزه مومی شهر می‌روند. در آنجا روح مهاتما گاندی به سم حمله می‌کند. کمی بعد دو دختر به پلیس گزارش می‌کنند دوستشان توسط پاریس هیلتون دزدیده شده. بعد از یافتن دانه‌های عجیبی در شکم قربانی‌ها، وارد ساختمان موزه می‌شوند و پاریس هیلتون) در واقع لشی، خدای بت‌پرست است) را می‌یابند. او با لباس مبدل تلاش می‌کند در وطنش جنگل‌های اروپای شرقی ساکن شود اما آنها ویران شده‌اند. او با لمس وسایل افراد، می‌تواند شبیه افراد معروف شود و طرافداران را بکشد تا از خونشان تغذیه کند. در نهایت، سم پاریس هیلتون را با تبر آهنی می‌کشد. قبل از ترک شهر، دین به سم می‌گوید شروع آخرالزمان تنها تقصیر سم نیست. چون خودش اولین قفل را شکسته و بجای فکر زیاد درباره پوسته بودن باید در کنار هم بجنگند. |                   |                                  |                |                                                                       |                 |          |                                   |
| ۸۸ | ۶                 | «باور دارم بچه‌ها آینده ما هستند» | چارلز بیسون    | اندرو دب و دنیل لوف‌لین                                                | ۱۵ اکتبر ۲۰۰۹   | 3X5206   | ۲٫۵۹                              |
| در نبراسکا مردم توسط وسایل شوخی کشته می‌شوند مثل پودر خارش یا برق گیر خنده دار. بالاتر از اینها، یک پری دندانی عجیب همه دندانهای یک مرد را می‌کشد. معلوم می‌شود یک پسر ۱۲ ساله بنام جسی عامل همه این هاست. هر چه باور کند واقعیت می‌یابد. بعد از تحقیق درباره تولد جسی، سم و دین می‌فهمند او به فرزندی قبول شده. پس دنبال مادر اصلیش می‌گردند. زن می‌گوید با تسخیر یک شیطان حامله شد و بعد از زایمان فرزندش را واگذار کرد. کستیل به وینچسترها می‌گوید جسی یک ضدمسیح است، یک نیمه انسان نیمه شیطان و دارای قدرت‌های ذاتی زیادی است. یک ضدمسیح سلاح ویژه لوسیفر در جنگ مقابل بهشت است پس بعنوان یک تهدید جدی باید کشته شود. در هر حال، سم و دین می‌فهمند اگر جسی در جای امنی باشد شرور نمی‌شود. وقتی در حال راضی کردن جسی هستند، شیطانی که او را حامله شده بوده، مداخله می‌کند.(مادر اصلی جسی که دوباره تسخیر شده). بعد از حرف‌های شیطان، جسی به سم گوش می‌دهد. سم می‌گوید او یک انتخاب دارد و اگر اشتباه کند برای همیشه گرفتار خواهد شد. بعد از این جسی شیطان را از بدن مادرش خارج می‌کند ناپدید می‌شود و کاری می‌کند هیچ‌کس تنواند او را ردیابی کند. |                   |                                  |                |                                                                       |                 |          |                                   |
| ۸۹ | ۷                 | «پرونده عجیب دین وینچستر»        | رابرت سینگر    | داستان: سرا گمبل و جنی کلین نمایش تلویزیونی: سرا گمبل                 | ۲۹ اکتبر ۲۰۰۹   | 3X5207   | ۲٫۹۰                              |
| مرگ‌های عجیب در اثر بالا رفتن سن، سم و دین و بابی را به سمت جادوگری بنام پاتریک می‌کشاند که قمارهای بالایی می‌کند. او مردم را به بازی پوکر می‌کشاند که برای پول نیست. بلکه برای عمر است که توسط ژتون‌های پوکر جادویی برمیگردند. بابی این بازی را فرصتی برای فرار از صندلی چرخدارش می‌بیند و با پاتریک بازی می‌کند. اما می‌بازد و سریعاً سنش بالا می‌رود. دین برای نجات بابی، با پاتریک بازی می‌کند؛ به شرط اینکه اگر ببرد سالهای باخته بابی را برگرداند تا از مرگش جلوگیری کند. پس روی ۵۰ سال شرط می‌بندد که ۲۵ سالش برای بابی باشد. اما دین هم می‌بازد و پیر می‌شود. برادرها و بابی دنبال راهی می‌روند تا دین را نجات دهند. در این بین، شریک پاتریک که فکر می‌کند زندگی جاویدان طبیعی نیست و آسیب‌های زیادی وارد می‌کند، به آنها کمک می‌کند. به آنها طلسمی می‌دهد که اثرات جادوی پاتریک را برعکس می‌کند. سم با پاتریک بازی می‌کند در حالیکه دین و بابی در حال اجرای طلسم هستند. یکی از مواد طلسم مقداری دی‌ان‌ای پاتریک است. پس از خلا دندانی که بنظر می‌آید برای پاتریک است، استفاده می‌کنند. اما طلسم عمل نمی‌کند چون خلال دندان برای پاتریک نبوده. در حال جستجوی دیوانه وار برای چیز دیگری که دی‌ان‌ای پاتریک رویش باشد، دین دچار حمله قلبی می‌شود؛ ولی سر وقت سم برنده می‌شود و دین را نجات می‌دهد. |                   |                                  |                |                                                                       |                 |          |                                   |
| ۹۰ | ۸                 | «کانال‌های عوض‌شده»                | چارلز بیسون    | جرمی کارور                                                            | ۵ نوامبر ۲۰۰۹   | 3X5208   | ۲٫۶۵                              |
| در پرونده قتل در اوهایو، که به نظر کار هالک شگفت انگیز می‌آید، سم و دین در برنامه‌های تلویزیون گیر می‌افتند. آنها به شیاد مشکوک می‌شوند و بدنبالش می‌گردند. سم پیشنهاد می‌کند در نبرد آخرالزمان ا شیاد کمک بگیرند و دین با بی میلی می‌پذیرد. آنها بارها با او مواجه می‌شوند ولی نمی‌توانند او به دام بیندازند. تا اینکه دین هشداری از طرف کستیل درباره شیاد را بیاد می‌آورد. در نتیجه برادرها می‌فهمند او چیزی بسیار قویتر از یک نیمه خدای شیاد است. آنها او را گول می‌زنند و در دایره‌ای با روغن مقدس گیر می‌اندازند. از آنجایی که شیاد نمی‌تواند فرا کند، معلوم می‌شود او در واقع یک فرشته است. او می‌پذیرد که فرشته مقرب، جبرئیل است و سالها پیش داوطلبانه موهبتش را از دست داد چون از دعوای برادرانش خسته شده بود. او سم و دین را به انداخته بود چون می‌خواست پوسته بودن لوسیفر و میکائیل را بپیذیرند. هم چنین بیان می‌کند زندگی سم و دین انعکاس زندگی لوسیفر و میکائیل است. چون سم علیه پدرش شورش کرد درحالیکه دین مطیع بود. با این حال دین پوسته بودن را نمی‌پذیرد؛ ولی قبل از رفتن او را از تله آزاد می‌کند و می‌گوید جبرئیل از اینکه مقابل خانواده اش بایستد ترسیده. |                   |                                  |                |                                                                       |                 |          |                                   |
| ۹۱ | ۹                 | «جنجگوهای واقعی روح»             | جیمز لی. کانوی | داستان: ننسی وینر نمایش تلویزیونی: اریک کریپک                         | ۱۲ نوامبر ۲۰۰۹  | 3X5209   | ۲٫۶۹                              |
| با دریافت پیامی از چاک، سم و دین به هتلی در اوهایو می‌روند که محلی برای همایش طرفداران سوپرنچرال است. معلوم می‌شود این پیام را طرفدارشان بکی روزن فرستاده. آنها مجبور هستند با سم و دین‌های جعلی زیادی که در حال شرکت در بازی شکار روح هستند، مواجه شوند. بعد از اینکه یکی از شرکت کنندگان توسط روح‌های واقعی مجروح می‌شود، برادرها می‌فهمند یک روح واقعی بنام لتیشیا گور، هتل را تسخیر کرده. ظاهراً او چهار بچه را با کندن پوست سرشان کشته. وینچسترها با یک سم و دین جعلی به دنبال استخوانهای لتیشیا می‌روند و آنها را نمک زده و می‌سوزانند. با اینکار باعث آزاد شدن روح بچه‌های می‌شوند. می‌فهمند در واقع سه بچه پسر لتیشیا را کشته‌اند پس لتیشیا در انتقام اول بچه‌ها و بعد خودش را کشته و تنها او قادر به کنترل آنها بوده. پس از یک بازیگر استفاده می‌کنند تا با اجرای نقش لتیشیا روح بچه‌ها را کنترل کند؛ ولی وقتی موبایل بازیگر زنگ می‌زند، نقشه بهم می‌ریزد و بچه‌ها متوجه قضیه می‌شوند. بچه‌ها به سم و دین حمله می‌کنند ولی وینچسترهای تقلبی استخوانهایشان را نمک زده و سوزانده و از بین می‌برند. در حال ترک هتل، بکی فاش می‌کند که بلا کلت را به لیلیث نداده بلکه آنرا به زیردستش، کراولی داده. |                   |                                  |                |                                                                       |                 |          |                                   |
| ۹۲ | ۱۰                | «رها کردن همه امیدها»            | فیل ریکیا      | بن ادلاند                                                             | ۱۹ نوامبر ۲۰۰۹  | 3X5210   | ۲٫۵۱                              |
| کستیل، کراولی را می‌یابد و با کمک جو، برادرها وارد خانه‌اش می‌شوند. در کمال تعجب، کراولی به نوکرهایش شلیک می‌کند و کلت را به آنها می‌دهد. می‌گوید می‌خواهد لوسیفر بمیرد چون باور دارد لوسیفر بعد از نابودی بشریت همه شیاطین را می‌کشد. با برگشت به خانه بابی، بابی از خودش، سم، دین، الن، جو و کستیل عکس می‌اندازد چون فکر می‌کند ممکن است این آخرین شب زندگیشان باشد. وقتی تیمشان به میسوری می‌رسد کستیل ریپرها (گیرنده‌های جان انسان‌ها) را همه جا می‌بیند. بدنبال دلیل این حضور، توسط لوسیفر دستگیر می‌شود. لوسیفر تلاش می‌کند کستیل را به سمت خودش بکشد. مگ می‌رسد و سگ‌های جهنمی را دنبال برادرها و هارول‌ها می‌فرستد. در راه نجات دین، جو در حد مرگ زخمی می‌شود. آنها در یک مغازه سخت‌افزار فروشی پناه می‌گیرند و دین به بابی زنگ می‌زند. بابی می‌گوید ریپرها منتظر رئیسشان، مرگ (یکی از چهار سواکار آخرالزمان) هستند. جو که در حال مرگ است، پیشنهاد می‌دهد بمبی بسازند و با طعمه قرار دادن خودش، سگ‌ها را منفجر کنند. الن داوطلبانه با او می‌ماند تا بتواند سگ‌ها را داخل ساختمان کند و بمب را منفجر کند تا سم و دین فرار کنند. بعد از یک وداع اشکبار با دین، جو در آغوش الن می‌میرد؛ و بعد الن ساختمان را منفجر می‌کند و خودش و سگ‌ها را می‌کشد. برادرها، لوسیفر را در حال احضار مرگ می‌یابند. دین با کلت به او شلیک می‌کند؛ ولی او بهبود می‌یابد و فاش می‌کند او جزء ۵ موجودی است که کلت نمی‌تواند بکشد. لوسیفر یک دوجین شیطان را برای احضار مرگ قربانی می‌کند. در این حین، کستیل خودش را از تله آزاد می‌کند و برادرها را به خانه بابی می‌برد. بابی عکسی که گرفته بود را در آتش می‌اندازد و همگی در سکوت برای مرگ جو و الن عزاداری می‌کنند. |                   |                                  |                |                                                                       |                 |          |                                   |
| ۹۳ | ۱۱                | «سم، مقطوع»                      | جیمز لی. کانوی | اندرو دب و دنیل لوف‌لین                                                | ۲۱ ژانویه ۲۰۱۰  | 3X5211   | ۲٫۷۹                              |
| یک شکارچی سابق بنام مارتین که در حال حاضر در یک تیمارستان است برای کمک به سم و دین زنگ می‌زند. برادرها بعنوان بیمار وارد آنجا می‌شوند تا درباره موجود مرموزی که به بیماران حمله می‌کند، تحقیق کنند. می‌فهمند با یک ریث طرف هستند؛ موجودی که از مغز انسان تغذیه می‌کند و خودش را در قالب انسان‌ها استتار می‌کند. تنها راه تشخیص ریث، دیدنش در آینه است که شکل اصلیش پدیدار می‌شود. همانطور که روزها می‌گذرد، وینچستره دچار توهماتی می‌شوند. بعد از حمله سم به رئیس تیمارستان (چون فکر می‌کند یک هیولاست)، او را در یک اتاق زندانی می‌کنند و مقدار زیادی آرام بخش به او می‌دهند. اگر چه ذهن دین توسط حقه‌های ریث از کار افتاده ولی می‌فهمد که ریث، پرستاری است که در ابتدا آنها را چک کرده بود و با لمسشان ذهنشان را مغشوش کرده. وقتی او قصد مکیدن مغز سم را دارد، دین می‌رسد و او را می‌کشد. سپس بهبود می‌یابند و از تیمارستان فرار می‌کنند. |                   |                                  |                |                                                                       |                 |          |                                   |
| ۹۴ | ۱۲                | «گوشت معاوضه شده»                | رابرت سینگر    | داستان: جولی سیج و ربکا دسرتین و هاروی فردر نمایش تلویزیونی: جولی سیج | ۲۸ ژانویه ۲۰۱۰  | 3X5212   | ۲٫۶۵                              |
| گری که یک نوجوان اهل ماساچوست است، دین و سم را می‌بیند و با طلسم تعویض بدن، بدنش را با سم عوض می‌کند. او از ظاهر جدیدش استفاده می‌کند و با یک زن رابطه برقرار می‌کند و الکل می‌خورد. دین در ابتدا متوجه حقیقت نمی‌شود و هر دو با هم یک روح را می‌کشند. اگرچه "سم" بدون اطلاع دین قصد کشتن او را دارد. در این حین، سم در بدن گری گیر افتاده و مجبور به کنار آمدن با والدین سخت گیرش و دبیرستان است. او می‌فهمد گری یک کتاب دارای علائم شیطانی دارد. اما دوست گری بنام ترور، با تفنگ بیهوشی به او شلیک می‌کند. او و دوست دیگر گری بنام نورا، سم را به یک زیرزمین می‌برند و فاش می‌کنند که با یک شیطان قراردادی بسته‌اند: همه چیز در ازای سم و دین. ترور شیطان را احضار می‌کند و او نورا را تسخیر می‌کند و ترور را می‌کشد. شیطان (هنوز در بدن نورا) به دیدار گری می‌رود و او را وادار به ملاقات لوسیفر و جواب بله می‌کند تا بتواند وارد پوسته اش شود. گری امتناع کرده و با کمک دین، او را جن گیری می‌کند. در آخر، گری طلسم را خنثی می‌کند و به خانه می‌رود. قبل از آن، سم به او می‌گوید باید بابت زندگی عادی و خانواده اش شاد باشد؛ ولی وقتی در ماشین با دین تنها می‌شود می‌گوید زندگی گری مزخرف است! اما دین معتقد است شاید آنها چیزهای خوب را نمی‌شناسند. |                   |                                  |                |                                                                       |                 |          |                                   |
| ۹۵ | ۱۳                | «آهنگی که همان می‌ماند»           | استیو بویام    | سرا گمبل و ننسی وینر                                                  | ۴ فوریه ۲۰۱۰    | 3X5213   | ۲٫۲۸                              |
| فرشته سقوط کرده، آنا، از زندانش در بهشت فرار کرده و می‌خواهد سم را بکشد تا از آخرالزمان جلوگیری کند. به سم و دین زنگ می‌زند و قرار ملاقات می‌گذارد ولی بجای برادرها با کستیل روبرو می‌شود. کستیل فرار او را باور ندارد و مشکوک است که او چیزی را مخفی می‌کند. آنا طفره می‌رود و بدون گفتن چیز زیادی از برنامه اش ناپدید می‌شود. بعداً کستیل با وینچسترها ملاقات کرده و می‌گوید که آنا در زمان عقب رفته تا نگذارد مری و جان وینچستر، سم را بدنیا آورند. هر سه به گذشته می‌روند که اینکار به‌طور قابل ملاحظه‌ای کستیل را ضعیف می‌کند. وقتی به خانه والدینشان می‌رسند، مری، دین را از ملاقات قبلیش به یاد می‌آورد. از آنها می‌خواهد که بروند زیرا حس می‌کند چیز بدی در حال اتفاق است. در هر حال، جان از اینکه فامیل‌های مری را می‌بیند هیجان زده می‌شود و آنها را به داخل دعوت می‌کند. آنا ادای رئیس جان را در می‌آورد و به خانه‌اش زنگ می‌زند و می‌خواهد که به گاراژ محل کارش برود. در آنجا، آنا به جان حمله می‌کند اما برادرها و مری او را نجات می‌دهند و سم با علائم جادویی آنا را دور می‌کند. همگی به پناهگاهی فرار می‌کنند و دین با مری صحبت می‌کند. می‌گوید او و سم پسرانش هستند و باید از جان جدا شود تا از بدنیا آمدن آنها جلوگیری کند. اما مری فاش می‌کند که باردار است. ناگهان آنا و یوریل به داخل خانه حمله می‌کنند و آنا، سم را می‌کشد. وقتی آنا قصد کشتن مری را دارد، فرشته مقرب، میکائیل، بدن جان را تسخیر کرده و وارد اتاق می‌شود و آنا را می‌سوزاند. میکائیل فاش می‌کند که هابیل و قابیل اجداد برادرها هستند و از قدیم سرنوشت آنها این بوده که پوسته حقیقی لوسیفر و میکائیل باشند. سپس سم را زنده می‌کند، حافظه مری و جان را پاک کرده و برادرها را به زمان خودشان برمیگرداند. |                   |                                  |                |                                                                       |                 |          |                                   |
| ۹۶ | ۱۴                | «ولنتاین خونین من»               | مایکل روهل     | بن ادلاند                                                             | ۱۱ فوریه ۲۰۱۰   | 3X5215   | ۲٫۵۱                              |
| وقتی زوج‌ها شروع به خوردن همدیگر تا حد مرگ می‌کنند، برادرها نشانی فرشته‌ای در قلب قربانی‌ها می‌یابند. کستیل به کوپید (فرشته عشق) مشکوک می‌شود. او کوپید را احضار کرده و درباره ایت اتفاق‌های عجیب می‌پرسد. اما او می‌گوید فقط طبق دستورها عمل کرده اما قتل‌ها کار او نبوده. با آزمایش بقیه اجساد، سم یک مرد مشکوک را دنبال کرده و با او مواجه می‌شود. سم با او می‌جنگد و با چاقوی روبی زخمی می‌کند. معلوم می‌شود او شیطان است. شیطان فرار کرده و کیفش را جا می‌گذارد. اعتیاد سم به خون شیطان هم برمیگردد. بزودی مردم در اثر پرخوری یا مسمومیت با الکل می‌میرند. کستیل هم بشدت هوس گوشت قرمز می‌کند. این باعث می‌شود بفهمند یکی از سواکاران، بنام قحطی که باعث می‌شود مردم تسلیم خواسته هایشان شوند، مسئول مرگ هاست. درون کیف هم روح یک انسان را می‌یابند. کستیل بیان می‌کند قحطی روح افرادی که می‌کشد را می‌گیرد و می‌خورد. بعداً قرار می‌شود دین و کستیل با قحطی روبرو شده و انگشت دارای حلقه اش را ببرند. آنها سم را برای جلوگیری از هوسش به خون شیاطین زندانی کرده و شیطانی که روح را برای قحطی می‌برد، دنبال می‌کنند. در این زمان، شیاطین به سم حمله می‌کنند. او خودش را آزاد کرده و همه را می‌کشد و عطشش به خون را آرام می‌کند. وقتی دین و کستیل به محل قحطی می‌رسند، کستیل وارد می‌شود تا به او حمله کند ولی میلش به گوشت قرمز او را سرگرم خوردن می‌کند. دین وارد می‌شود و شیاطین حمله‌ور می‌شوند. قحطی بیان می‌کند دین تحت اثر طلسم او نشده زیرا از درون خالی است و هیچ چیز گرسنگی اش را ارضا نمی‌کند. سم می‌رسد و شیاطین را جن گیری می‌کند و قحطی آنها را می‌خورد. سم شیاطینی که قحطی خورد را می‌کشد و این باعث کشته شدن قحطی می‌شود. در آخر، دین و کستیل، سم را در اتاق اضطراری بابی می‌بندند تا بدنش را از خون شیاطین پاک کنند.                                                                                           |                   |                                  |                |                                                                       |                 |          |                                   |
| ۹۷ | ۱۵                | «مرد مرده لباس شطرنجی نمی‌پوشد»   | جان شوالتر     | جرمی کارور                                                            | ۲۵ مارس ۲۰۱۰    | 3X5214   | ۲٫۹۵                              |
| در زادگاه بابی مرده‌ها از قبر خارج شده و بجای حمله، با شادی پیش خانواده هایشان برمیگردند. برادرها برای کمک پیش بابی می‌روند ولی او می‌گوید نگران نباشند و بروند. آنها مشکوک می‌شوند و دین با زن مرده بابی واجه می‌شود. بزودی زامبی‌ها یک به یک شرور می‌شوند و آشنایانشان را کشته و می‌خورند. برادرها به بابی اصرار می‌کنند که همسرش را قبل از این که اینگونه شود، بکشد. بابی نمی‌پذیرد و می‌خواهد ساعات کمی با شادی کنار همسر احیا شده اش باشد و می‌گوید هر وقت شرور شد اینکار را می‌کند. بزودی علائم زامبی شدن در او ایجاد می‌شود. در اثر بیماری ضعیف شده و در بستر می‌خوابد و به بابی می‌گوید تسخیرش توسط شیطان و مرگش را به یاد می‌آورد. هم چنین یک پیام از "مرگ" را به او می‌دهد. بعد از کشتن او، بابی به برادرها در برابر زامبی‌ها کمک می‌کند. آنها موفق می‌شوند و شهر را از این آفت پاک می‌کنند. در آخر بابی فاش می‌کند قیام مرده‌ها در زادگاه او اتفاق افتاد چون مرگ می خواسته روح بابی را در هم بشکند. چون با کمک به وینچسترها مقابل برنامه‌های لوسیفر را گرفته. |                   |                                  |                |                                                                       |                 |          |                                   |
| ۹۸ | ۱۶                | «نیمه تاریک ماه»                 | جف وولناف      | اندرو دب و دنیل لوف‌لین                                                | ۱ آوریل ۲۰۱۰    | 3X5216   | ۲٫۴۰                              |
| چند شکارچی خشمگین سم و دین را کشته و آنها به بهشت می‌روند. کستیل از راه رادیو و تلویزیون با آنها صحبت کرده و می‌گوید زکریا دنبالشان است. وینچسترها باید فرشته‌ای بنام جاشوآ (شایعه شده می‌تواند با خدا حرف بزند) را در باغ آخر جاده بیابند. در راه فرار از زکریا، شادترین لحظات زندگی سم و دین مجسم می‌شود. در راهشان، اش را می‌بینند که در میخانه‌ای خیالی زندگی می‌کند. او می‌گوید در بهشت جایزه افراد نسخه کپی خاطرات شادشان است. همینطور با پاملا مواجه می‌شوند و می‌گوید مردن و بودن در بهشت خیلی هم بد نیست. در آخر، زکریا برادرها را یافته و دین را شکنجه می‌دهد و می‌گوید از اینکه توسط فرشته‌ها بخاطر یک انسان کوچولو محکوم شود خسته است. در هر حال جاشوآ او را متوقف کرده و می‌گوید طبق دستورهای خدا عمل می‌کند و خدا به آنها کمک نخواهد کرد. معلوم می‌شود خدا آنها را در هواپیما گذاشته بود (قست همدردی برای شیطان) و کستیل را احیا کرده. جاشوآ آنها را با خاطراتشان به زمین برمی گرداند. برادرها همه چیز را به کستیل می‌گویند. در حال خروج از متل، سم سعی می‌کند دین را قانع کند هنوز هم می‌توانند آخرالزمان را متوقف کنند. |                   |                                  |                |                                                                       |                 |          |                                   |
| ۹۹ | ۱۷                | «۹۹ مشکل»                        | چارلز بیسون    | جولی سیج                                                              | ۸ آوریل ۲۰۱۰    | 3X5217   | ۲٫۷۸                              |
| شیاطین مزاحم سم و دین می‌شوند ولی در اخرین لحظه راب و همشهری‌هایش نجاتشان می‌دهند. آنها از آخرالزمان آگاهند و آموزش دیده‌اند بجنگند و شیاطین را بشکند. شهر کوچک بسیار مذهبی شده و برادرها پاستور گیدین را ملاقات می‌کنند. پاستور دخترش لی را معرفی می‌کند. لی از فرشته‌ها الهاماتی می‌گیرد و مردم شهر را به سمت شیاطین راهنمایی می‌کند. همیشه مردم شهر موفق می‌شوند و جن گیری می‌کنند. نهایتاً لی به مردم می‌گوید که برای برنده شدن در آخرالزمان انتخاب شده‌اند و می‌توانند عزیزان مرده‌شان را در بهشت روی زمین ببینند؛ ولی برای این باید گناهکاران بینشان را که فرشتگان اسامیشان را می‌دهند بکشند. برادرها می‌فهمند لی با " هرزه بابل" عوض شده (موجودی از جهنم که در آخرالزمان ظاهر می‌شود و سعی می‌کنند تا می‌تواند مردم را متهم کند تا در جهنم دچار تنبیه ازلی شوند) او مردم را سراغ شیاطین می فرستاده تا اعتمادشان را کسب کند و جن گیری‌ها جعلی بوده. هدف اصلیش این است که مردم شهر تا حد امکان همدیگر را بکشند و روح‌های زیادی به جهنم بروند. فقط با میخ چوبی درخت سرو بابل به دست خدمتکار درستکار بهشت کشته می‌شود. پاستور نگران رفتارهای ظالمانه زیاد لی می‌شود و کستیل او را از حقیقت آگاه می‌سازد و می‌فهمد لی دخترش نیست بلکه موجودی است که او را کشته. هم چنین اشاره می‌کنند که پاستور خدمتکار درستکار بهشت است. قبل از اینکه "هرزه" و افراد منتخبش "گناهکاران" شهر را بسوزانند، برادرها متوقفش می‌کنند. پاستور ضربه می‌خورد و "هرزه" با دین می‌جنگد. دین با میخ چوبی او را می‌کشد و سم متعجبانه می‌فهمد دین خدمتکار درستکار بهشت است. سم می‌پرسد آیا می‌خواهد به میکائیل بله بگوید. در آخر، دین به تنهایی پیش لیزا می‌رود و می‌گوید در چند روز آینده چیزهای عجیبی در تلویزیون خواهد دید؛ ولی نباید نگران باشد چون او کاری می‌کند که لیزا و پسرش در امان باشند. لیزا می‌ترسد و از دین می‌خواهد بماند ولی دین می‌رود. |                   |                                  |                |                                                                       |                 |          |                                   |
| 100 | ۱۸                | «هدف بی بازگشت»                  | فیل ریکیا      | جرمی کارور                                                            | ۱۵ آوریل ۲۰۱۰   | 3X5218   | ۲٫۴۵                              |
| دین فکر می‌کند تنها راه توقف لوسیفر بله گفتن به میکائیل است؛ ولی فرشتگان دیگر به او نیازی ندارند. بجای او، زکریا ار برادر ناتنی سم و دین، آدام، استفاده کرده تا پوسته میکائیل باشد. چون او هم خون وینچسترها را دارد. وقتی آدام زنده می‌شود، کستیل او را پیش برادرهایش و بابی می‌برد؛ ولی آدام می‌خواهد پوسته باشد چون فرشته‌ها قول داده‌اند مادرش را هم زنده خواهند کرد. چون دین هنوز قصد پذیرفتن میکائیل را دارد، کستیل و سم او را در سلولی زندانی می‌کنند ولی دین فرار می‌کند. زکریا، آدام را قانع می‌کند نقشش را بپذیرد. کستیل، دین را دنبال می‌کند و بخاطر خیانتش و تسلیم شدنش عصبانی است. کستیل او را به کوچه‌ای می‌برد و بشدت کتک می‌زند؛ طوریکه آسیب‌های زیادی می‌بیند. وقتی بیهوش می‌شود، کستیل او را به خانه بابی می‌برد. بعد از رفتن با زکریا، آدام می‌فهمد فرشته‌ها او را گول زده‌اند تا دین پوسته شود. سم به دین اعتماد می‌کند و هردو به دنبال نجات آدام می‌روند. کستیل وارد انبار شده و با گروهی فرشته مواجه می‌شود. با طلسم‌های روی بدنش خودش و بقیه فرشته‌ها را ناپدید می‌کند تا دین و سم بتوانند وارد شوند. زکریا سم و آدام را شکنجه می‌دهد تا دین را مجبور به بله گفتن کند. دین قبول کرده و از زکریا می‌خواهد میکائیل را احضار کند. می‌گوید برای پوسته شدن شرایطی دارد: اول اینکه زکریا کشته شود. پس خودش، زکریا را می‌کشد. همانطور که میکائیل در حال نزول است، سه برادر فرار می‌کنند ولی آدام درون گیر می‌افتد و ناپدید می‌شود. بعداً دین بخاطر تصمیمش از سم عذرخواهی می‌کند و می‌گوید در هر حال جنگ را خواهند برد. |                   |                                  |                |                                                                       |                 |          |                                   |
| 101 | ۱۹                | «چکش خدایگان»                    | ریک بوتا       | داستان: دیوید رید نمایش تلویزیونی: اندرو دب و دینل لوف‌لین             | ۲۲ آوریل ۲۰۱۰   | 3X5219   | ۲٫۸۲                              |
| سم و دین در حاشیه جاده ایندیانا ظاهراً به متلی یک ستاره می‌روند ولی در واقع هتلی چهار ستاره است که پرسنلش با برادرها زیادی دوستانه برخورد می‌کنند. سم و دین بزودی چیزی عجیب درباره هتل می‌فهمند و مهمانان هتل کم‌کم ناپدید می‌شوند. بزودی پرسنل که معلوم می‌شود گروهی از خدایگان بت‌پرست هستند، برادرها را گیر می‌اندازند. می‌خواهند از سم و دین بعنوان ژتون‌های معامله برای توقف آخرالزمان استفاده کنند. بزودی جبرئیل به آنها می‌پیوندد و قصد کمک به برادرها را دارد. او حواس یکی از خدایگان را پرت می‌کند و سم و دین سعی می‌کنند بقیه مهمانان هتل را آزاد می‌کنند. اما آن خدا، شمشیر جبرئیل را دزدیده و او را می‌کشد. برادرها معامله‌ای می‌کنند: در ازای آزادی مهمانان، به خدایگان در کشتن لوسیفر کمک خواهند کرد. خدایگان با بی میلی می‌پذیرند. دین در حال خارج کردن مهمانان، به جبرئیل زنده برمی خورد. او توضیح می‌دهد که شمشیر تقلبی بود. می‌گوید نمی‌تواند لوسیفر را بکشد چون برادرش است و دین به داخل برمی گردد. لوسیفر احضار می‌شود و همه خدایگان به جز کالی را می‌کشد. جبرئیل برای کمک ظاهر می‌شود و برادرها را بیرون می‌فرستد. با روبرو شدن با لوسیفر پس از قرن‌ها، جبرئیل می‌گوید به او یا میکائیل وفادار نیست ولی به انسان‌ها هست. چون برخلاف نقص هایشان همواره خواهان تلاش بیشتر هستند ومی بخشند. در نهایت لوسیفر، او را می‌کشد. در بیرون، دین و سم فیلمی را می‌بینند که جبرئیل به آنها داده. او در فیلم توضیح می‌دهد آنها نخواهند توانست لوسیفر را بکشند ولی می‌توانند او را دوباره در جهنم بیندازند. برای اینکار به چهار حلقه سوارکاران نیاز دارند. در این زمان، "طاعون" به زمین می‌رسد. |                   |                                  |                |                                                                       |                 |          |                                   |
| 102 | ۲۰                | «شیطانی که می‌شناسی»              | رابرت سینگر    | بن ادلاند                                                             | ۲۹ آوریل ۲۰۱۰   | 3X5220   | ۲٫۳۸                              |
| سم و دین بدنبال طاعون با کراولی مواجه می‌شوند. هر دو بخاطر دادن کلت که روی لوسیفر کار نکرد، از کراولی عصبانی هستند. او می‌گوید چند شیطان خدمتکارش او را دستگیر کرده بودند و می‌گوید می‌تواند دو حلقه دیگر را پیدا کند. آنها را به سمت بردی، شیطانی که مددکار سواکاران آخرالزمان است، راهنمایی می‌کند. اما شرط می‌کند سم نباید همراهشان باشد. بعداً سم و بابی بر سر قصد سم برای کلک زدن به لوسیفر (با تسخیر بدنش او را به جهنم برگرداند) بحث می‌کنند. دین، بردی را می‌بیند که رئیس یک کمپانی داروسازی را تسخیر کرده و از طاعون دستور می‌گیرد. بردی سعی می‌کند دین را بکشد اما کراولی می‌رسد و او را بیهوش می‌کند. کراولی می‌گوید سم و بردی با هم تاریخچه‌ای دارند: بردی همکلاسی دانشگاه سم بوده و از سال دوم دانشگاه تسخیر شده و عمداً طبق برنامه ازازل، جسیکا را به او معرفی کرده. سم خشمگین می‌شود و می‌خواهد او را بکشد اما دین نمی‌گذارد. وقتی کراولی می‌رود، سم دین را زندانی کرده و قصد کشتن بردی را می‌کند. در نهایت از اینکار صرف نظر کرده و می‌رود. یک سگ جهنمی کراولی را دنبال می‌کند و او هم سگ خودش را در مقابل آنها به مبارزه می‌گذارد. بعد از فرار هر چهار نفر، بردی محل طاعون را لو می‌دهد و سم او را می‌کشد. بعداً کراولی پیش بابی می‌رود و می‌گوید در ازای روح بابی محل "مرگ" را فاش می‌کند. |                   |                                  |                |                                                                       |                 |          |                                   |
| 103 | ۲۱                | «دو دقیقه به نیمه شب»            | فیل ریکیا      | سرا گمبل                                                              | ۶ مه ۲۰۱۰       | 3X5221   | ۲٫۵۳                              |
| دین و سم نهایتاً دوباره درباره کستیل می‌شنوند ولی چون ضعیف شده و کاملاً انسان شده، نمی‌تواند همراهشان باشد. سم و دین به دنبال طاعون می‌روند و از شدت بیماری‌ها نزدیک به مرگ می‌شوند. کستیل سر می‌رسد و انگشت سوارکار را می‌برد. او حلقه را می‌گیرد ولی قبلش طاعون می‌گوید "خیلی دیر شده". برادرها از گروگذاشتن روح بابی برای محل "مرگ" مطلع می‌شوند. کراولی می‌گوید روح بابی، بیمه اوست و تا همه چیز آرام نشود آنرا پس نمی‌دهد. معلوم می‌شود این معامله یک پاداش داشته: بابی می‌تواند دوباره راه برود. سم، کستیل و بابی به دنبال از بین بردن ویروس کروتون می‌روند. در راه کستیل از برنامه سم برای لوسیفر مطلع می‌شود و او را تشویق می‌کند. اما اگر نتواند موفق شود نبرد لوسیفر و میکائیل درمیگرد. در انبار باربری، هر سه موفق به توقف کروتون و مبتلا شده‌ها می‌شوند. در این زمان، دین با کراولی بدنبال مرگ و آخرین حلقه می‌روند. در شیکاگو، دین و مرگ باهم ملاقات می‌کنند. مرگ می‌گوید توسط لوسیفر طلسم شده و حلقه اش را به دین پیشنهاد می‌دهد اما بشرطی که سم به لوسیفر بله بگوید و او را در تله بیندازد. دین می‌پذیرد و حلقه و طرز کارش را می‌گیرد. بعداً دین به بابی می‌گوید به مرگ دروغ گفته اما بابی می‌پرسد از کدام بیشتر می‌ترسد: باختن یا از دست دادن برادرش؟ |                   |                                  |                |                                                                       |                 |          |                                   |
| 104 | ۲۲                | «آواز قو»                        | استیو بویام    | داستان: اریک گویتز نمایش تلویزیونی: اریک کریپک                        | ۱۳ مه ۲۰۱۰      | 3X5222   | ۲٫۸۴                              |
| چاک داستان زندگی و اوقات ایمپالا و پسران را شرح می‌دهد. چاک فاش می‌کند اوقات آنها در ایمپالا سپری شده و آن همیشه خانه‌شان بوده. دین می‌فهمد لوسیفر در دیترویت است. سم و دین با او مواجه می‌شوند درحالیکه از برنامه‌شان برای به دام انداختنش خبر دارد. با این وجود، سم به امید پیروزی خودش را به عنوان پوسته پیشنهاد می‌دهد. اما لوسیفر خیلی قوی است و سم در بدنش گم می‌شود. دین از طریق چاک زمان نبرد نهایی میکائیل و لوسیفر را می‌فهمد. در روز نبرد، لوسیفر سعی می‌کند میکائیل را از جنگ بازدارد ولی او نمی‌پذیرد. کستیل با آتش مقدس میکائیل را دور می‌کند و لوسیفر خشمگین هم کستیل را می‌کشد و گردن بابی را می‌شکند. سپس وحشیانه دین را کتک می‌زند. اما وقتی متوجه سرباز اسباب بازی دوران کودکی سم درون ایمپالا می‌شود، متوقف می‌شود. سم زندگیش با دین را بیاد می‌آورد و کنترل بدنش را می‌گیرد. با حلقه‌ها در قفس را باز می‌کند و آماده پریدن می‌شود. میکائیل دوباره می‌آید و قصد توقف سم را دارد ولی سم او را هم به درون قفس می‌کشد. کستیل به عنوان فرشته احیا می‌شود و دین را شفا داده و بابی را زنده می‌کند. دین شکار را ترک کرده و پیش لیزا می‌رود. چاک بعد از اتمام داستانش لبخند زده و ناپدید می‌شود. در همان شب، چراغ خیابان چشمک زده و سم بیرون خانه لیزا دیده می‌شود. |                   |                                  |                |                                                                       |                 |          |                                   |